# Descampsiella annulipes
Descampsiella annulipes är en insektsart som först beskrevs av Marius Descamps 1964.  Descampsiella annulipes ingår i släktet Descampsiella och familjen Euschmidtiidae. Inga underarter finns listade i Catalogue of Life.